# Instituto de Protección Radiológica de Irlanda
El Instituto de Protección Radiológico de Irlanda (en inglés: Radiological Protection Institute of Ireland, RPII), (An Institiúid Éireannach um Chosaint Raideolaíoch) es un cuerpo público independiente en Irlanda bajo la administración del Departamento del Ambiente, Patrimonio y Gobierno Local. El RPII fue establecido en 1992 bajo el Acta de Protección Radiológica, que le confirió al RPII una amplia autoridad en relación con la protección radológica en Irlanda.
Las funciones generales del RPII son:
- Proporcionar asesoría al gobierno, al Ministerio para el Ambiente, Patrimonio y Gobierno Local y a otros ministerios en materias relacionadas con la seguridad radiológica.
- Proporcionar información al público sobre materias relacionadas con la seguridad radiológica que al Instituto le parezcan necesarias.
- Mantener y desarrollar un laboratorio nacional para la medición de los niveles de radioactividad en el ambiente, y para evaluar la significancia de estos niveles para la población irlandesa.
- Proporcionar un dosímetro personal y un servicio de calibración de instrumentos para aquellos que trabajan con radiación ionizante.
- Controlar las licencias para custodiar, usar, fabricar, importar, transportar, distribuir, exportar y desechar las substancias radioactivas, los aparatos de irradiación y otras fuentes de radiación ionizante.
- Asistir en el desarrollo de los planes nacionales para emergencias provocadas por accidentes nucleares y actúa en apoyo de tales planes.
- Proporcionar un servicio de certificación y medición de la radioactividad.
- Preparar los códigos y regulaciones para el uso seguro de la radiación ionizante.
- Llevar a cabo y promover la investigación en los campos relevantes.
- Monitorear los desarrollos en el extranjero relacionados con las instalaciones nucleares y a la seguridad radiológica en general, y mantener al gobierno informado de sus implicancias para Irlanda.
- Cooperar con las autoridades relevantes en otros estados y con las organizaciones internacionales apropiadas.
- Representar al Estado ante los cuerpos internacionales.
- Ser la autoridad competente bajo las convenciones internacionales sobre los asuntos nucleares.

El instituto es el sucesor de la Junta de Energía Nuclear la que fue formalmente terminada por el Acta de Protección Radiológica.
En conjunto con un acuerdo entre los gobiernos de Irlana y el Reino Unido, al RPII se le permite inspeccionar las instalaciones de la planta de procesamiento nuclear de Sellafield.